# Margrit Sartorius
Margrit Sartorius (n. 1974 în Berlin) este o actriță germană.

## Biografie
Margrit Sartorius a apărut deja în copilărie împreună cu sora sa Marie în emisiuni pentru copii transmise în RDG. În 1993 a terminat școala de balet și a început studiul dramaturgiei în Leipzig. La patru ani a început să joace în diferite piese de teatru în Dresda. Cunoscută pe plan internațional a devenit prin proiectele „Lulu” (Italia) și „Mauser” (Franța).

## Filmografie (selectată)
- 1983–1987–Kunterbunt – Mobil – mach mit mach’s nach mach’s besser (moderarea programului TV pentru copii din RDG)
- 1994–Zappeck (rol principal - regie: Jürgen Bretzinger - ARD)
- 1995–Wozu denn Eltern (rol principal in 4-episoade - regie: Rüdiger Nüchtern - Sat.1)
- 1995–Sonntags geöffnet (rol principal - regie: Georg Schiemann - Sat.1)
- 1996–OP – ruft Dr.Bruckner (Pilotfilm - regie: Udo Witte - RTL)
- 1996–Kurklinik Rosenau (rol principal - regie: H. Zschoche - Sat.1)
- 1997–Stürmischer Sommer (rol principal - regie: Jürgen Bretzinger - ZDF)
- 1998/2006–Tatort (regie: Peter Ristau, H. Griesmayr - ARD)
- 1999–Vermißt: Tödliche Leidenschaft (regie: Claudio Bonviento - ARD)
- 1999–2001–Herzschlag (rol principal - regie: Gunter Krää, Peter Wekwerth, A. Westermann - ZDF)
- 2000–In aller Freundschaft (rol principal - regie: Peter Wekwerth - ARD)
- 2000–Arte Spot (regie: Niclas Baker - arte)
- 2001/2004–Siska (rol principal - regie: Hans-Jürgen Tögel - ZDF)
- 2001/06/08 - Der Alte - (rol principal - regie: Helmuth Ashley, H. Griesmayr - ZDF)
- 2001–Klinikum Berlin Mitte - regie: Ulrich Zrenner - Sat.1)
- 2001–SOKO 5113 (rol principal - regie: Bodo Schwarz - ZDF)
- 2002–Geheimnisvolle Freundinnen (rol principal - regie: Pit Rampelt, O.Havemann - Pro7)
- 2002–Fremde Herzen (rol principal - regie: Markus Ulbricht - ARD)
- 2002–2008–SOKO Leipzig (rol secundar - regie: Patrick Winczewski, M. Bilawa, Oren Schmuckler, Sebastian Vigg, A. Barth - ZDF)
- 2002–Tierärztin Dr. Mertens (regie: Karola Hatop - ARD)
- 2003–Die Tote aus Riga (regie: Patrick Winczewski - ZDF)
- 2003–Abschnitt 40 (regie: Andreas Senn - RTL)
- 2004–2005–Kanzleramt (rol secundar - regie: J.Schäufelen, H.C.Blumenberg, Michael Wenning - ZDF)
- 2004–Nikola (regie: Christoph Schnee - RTL)
- 2005–K3-Ein anderer Mann (rol principal - regie: Marcus Weiler - ARD)
- 2005–Spätfolgen (rol principal - regie: Thorsten Löhn - ZDF)
- 2006–Kuckuckszeit (regie: J.Fabrick - NDR)
- 2006–Das Glück am Horizont (regie: Bettina Woernle - ARD)
- 2006–Der letzte Zeuge (regie: B.Stephan - ZDF)
- 2006–Polizeiruf – Bis das der Tod euch scheidet (regie: I.Hofmann - ARD)
- 2007-Tatort – Bienzle und die große Liebe (regie: Hartmut Griesmayr - ARD)
- 2007–Der Kriminalist (rol principal - regie: Thomas Jahn - ZDF)
- 2007–Blutrache (rol principal - regie: Marcus Ulbricht - ZDF)
- 2007–Falsche Entscheidung (rol principal - regie: Peter Wekwerth ARD)
- 2007–Alarm für Cobra 11 "Infarkt"  (rol principal - regie: Sebastian Vigg - RTL)
- 2008–Doktor Martin (rol principal - regie: Claudia Garde, Zoltan Spirandelli - ZDF